# Kościół św. Michała Archanioła w Daleszycach
Kościół świętego Michała Archanioła w Daleszycach – rzymskokatolicki kościół parafialny znajdujący się w mieście Daleszyce, w województwie świętokrzyskim. Należy do dekanatu daleszyckiego diecezji kieleckiej.

## Historia
Pierwotna świątynia została wzniesiona w 1221 roku w stylu romańskim. Została ufundowana przez biskupa krakowskiego Iwo Odrowąża. Budowla była kilkakrotnie przebudowywana. W XVII wieku do kościoła zostały dobudowane dwie kaplice. W 1629 roku została ufundowana przez Jana Skarbka Kozietulskiego kaplica św. Magdaleny. W 1639 roku została dobudowana kaplica Zwiastowania Najświętszej Maryi Panny, ufundowana przez Andrzeja Smyczkę. W latach 1907–1912 świątynia została przebudowana według projektu Stefana Szyllera. W 1920 roku została wzniesiona wieżyczka, ufundowana przez parafian.

## Kult Matki Bożej Daleszyckiej (Szkaplerznej)
W każdą niedzielę na pierwszej Mszy św. następuje uroczyste odsłonięcie obrazu Matki Bożej Szkaplerznej z XVI w. Obraz namalowany na desce przedstawia Matkę Bożą z Dzieciątkiem. W XVII w. został uznany za cudowny i przyozdobiono go srebrnymi sukienkami, koroną i berłem.
17 lipca 2021, w czasie obchodów osiemsetlecia istnienia parafii, ks. kardynał Stanisław Dziwisz koronował obraz.

## Galeria

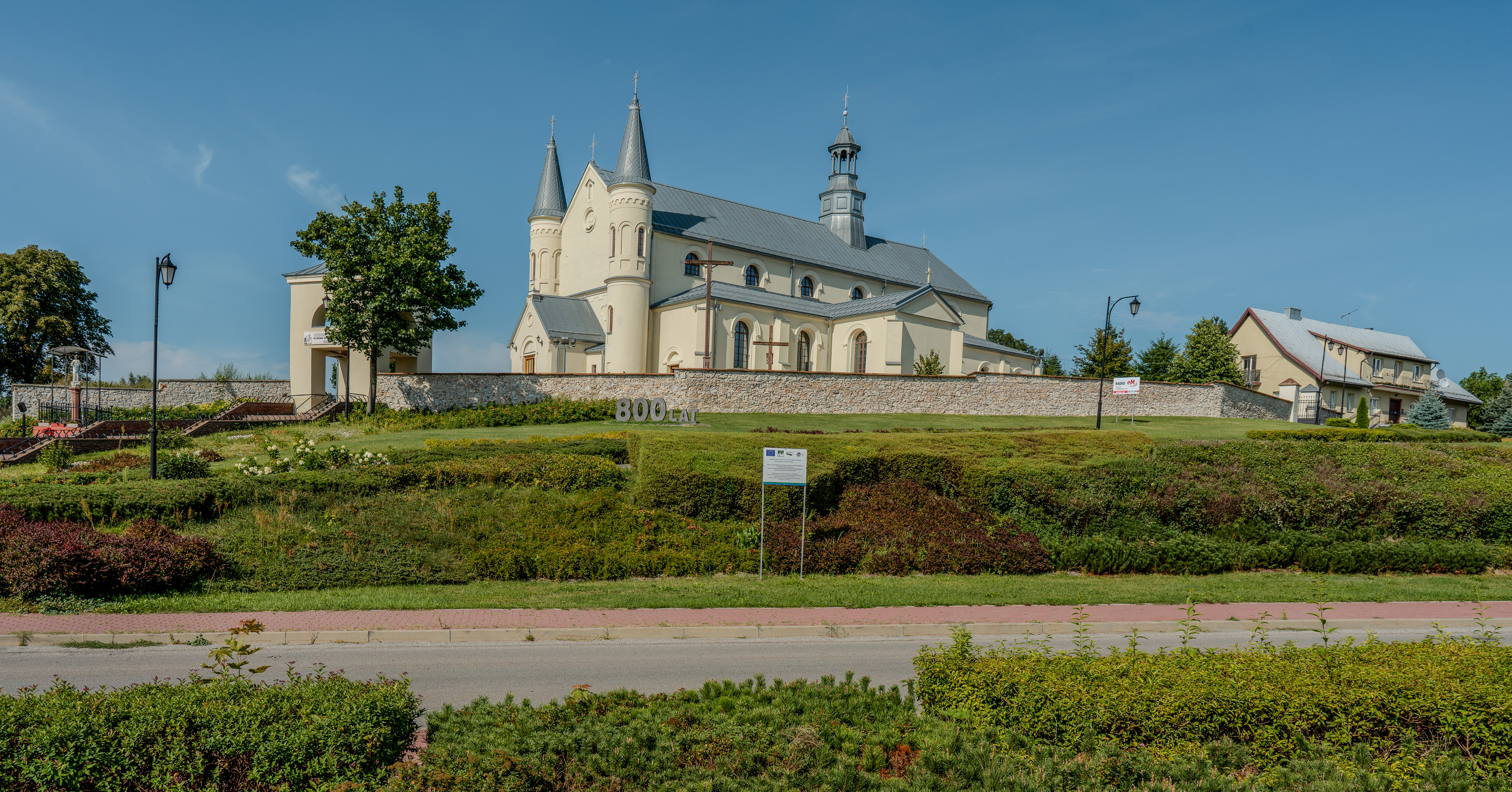
Kościół wraz z ogrodzeniem
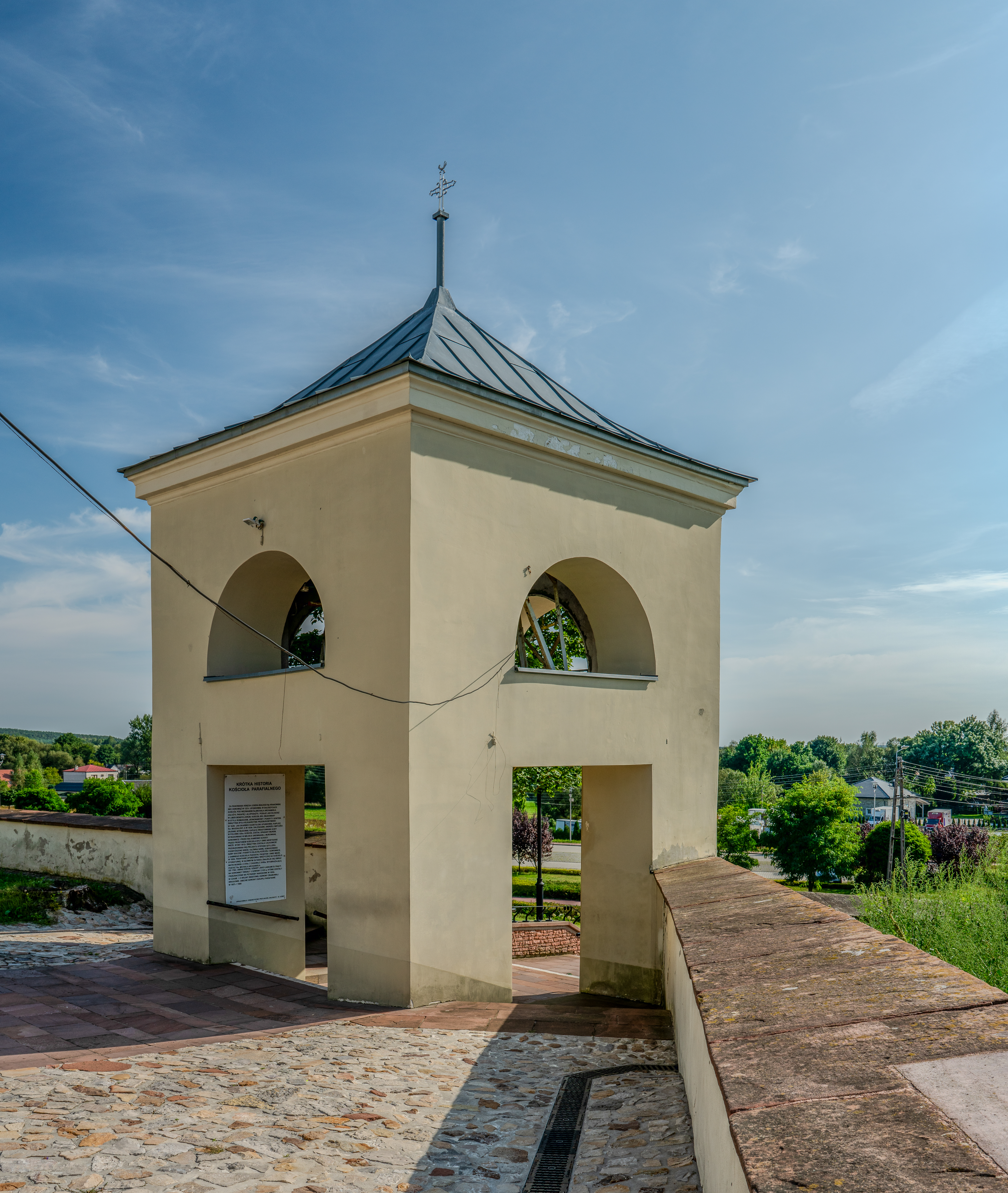
Dzwonnica bramna
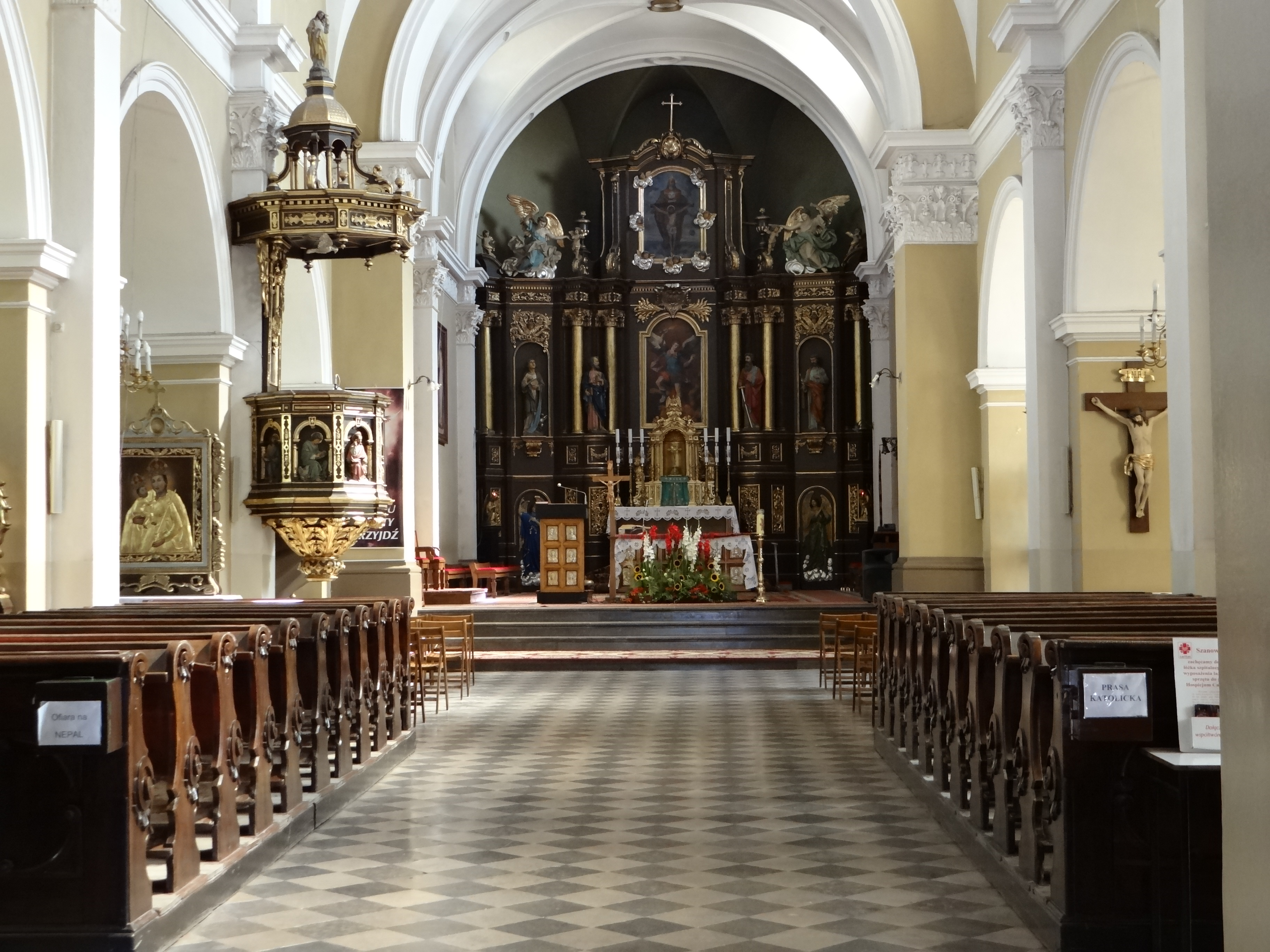
Wnętrze świątyni